# Средство переноса данных Windows
Средство переноса данных Windows (англ. Windows Easy Transfer) — программа, поставляемая с новыми версиями операционных систем Microsoft Windows. Средство переноса данных Windows может помочь пользователям переместить файлы и настройки, которые содержатся на компьютерах с операционными системами Windows XP, Windows Vista и Windows 7.
Для использования Средства переноса данных Windows из Windows XP в Windows 7, для исходного компьютера его необходимо предварительно скачать с сайта Microsoft.

## Компоненты передачи
Средство переноса данных Windows может передавать:
- Файлы и папки, включая фотографии, музыку, видео, документы, сообщения и контакты электронной почты.
- Пользовательские учётные записи, а также параметры учётных записей пользователей.
- Файлы настроек и параметров приложений.
- Некоторые параметры настроек Windows, хранящиеся в реестре.

Программа не поддерживает полную передачу приложений и системных файлов, наподобие шрифтов и драйверов. Для передачи приложений, которые точно поддерживаются, Microsoft планировала выпустить Windows Easy Transfer Companion, но так и не выпустила финальную версию. Для опытных пользователей, администраторов и компьютеров на базе операционных систем Windows также доступен инструмент User State Migration Tool (USMT).

## Поддерживаемые способы работы
Существует несколько способов, которые могут быть использованы при передаче информации:
- Easy Transfer Cable. Это специальный кабель с USB-разъёмами, который можно приобрести у вендоров аппаратного обеспечения. Один конец кабеля подключается к компьютеру-источнику, второй — к компьютеру-приёмнику. Оба компьютера должны быть включены во время переноса данных, а также на них должно быть запущено Средство переноса данных Windows. С помощью такого метода можно выполнять перенос данных только вида side-by-side.
- Сеть. Чтобы выполнить перенос данных по сети, необходимы два компьютера, на которых запущено Средство переноса данных Windows и которые подключены к одной сети. Оба компьютера должны быть включены во время переноса данных. Таким способом можно выполнять перенос данных только вида side-by-side. При переносе данных через сеть на компьютере-источнике задается пароль, который затем нужно ввести на компьютере-приёмнике.
- Внешний жесткий диск или USB-флеш-устройство. Возможно подключить внешний жёсткий диск или USB-флеш-устройство, также можно использовать внутренний жёсткий диск или общую папку в сети. Таким способом можно выполнять миграцию как типа side-by-side, так и типа wipe-and-restore. Ваши данные защищаются вводом пароля на компьютере-источнике, который затем нужно ввести перед импортом данных на компьютере-приёмнике.

Передача по прямому кабельному соединению, используя параллельные или последовательные кабели и используя флоппи-диски, не поддерживается. Эти способы поддерживались Мастером переноса файлов и данных в Windows XP.

## Текущие проблемы
В настоящее время существуют проблемы передачи данных с операционных систем на различных языках. Файлы могут быть не восстановлены в подобных ситуациях, а архивные копии могут быть открыты только на операционной системе с исходным языком. Также Средство переноса данных Windows не поддерживает передачу информации из 64-битных операционных систем в 32-битные.